# 혼외자
혼외자(婚外子) 또는 사생아(私生兒)는 법률상의 혼인 관계가 없는 남녀 사이에서 태어난 자녀를 말한다. 또한, 무효혼 관계에서 태어난 자녀도 혼외자로 본다.
생부와 혼외자 사이의 친자관계는 인지에 의하여 법적으로 성립한다. 생부가 혼외자에 대하여 친생자출생의 신고를 하면 그 신고는 인지의 효력이 있다.(가족관계의 등록 등에 관한 법률 제57조)

## 준정
준정(準正)은 생부와 생모가 혼인하여 혼외자가 혼인 중의 출생자로 되는 것을 말한다.(민법 제855조제2항)
준정은 생부의 인지(생부를 상대로 한 재판에 의한 인지를 포함한다)와 친생부모의 혼인을 요건으로 한다. 따라서, 혼인 전에 생부가 인지를 한 경우에는 부모가 혼인함과 동시에 준정(혼인에 의한 준정)이 이루어지지만, 생부가 인지를 하지 않은 상태에서 부모가 혼인한 경우에는 생부가 인지를 하여야 비로소 준정(혼인 중의 준정)이 이루어진다. 또, 이론상으로는 부모의 혼인 해소 후에 생부가 인지를 하는 '혼인 해소 후의 준정'도 가능하다. 일본에서는 혼인 후(혼인 중, 혼인 해소 후)의 준정을 '인지에 의한 준정'이라고 한다.
혼외자가 혼인 중의 출생자로 되는 준정의 효력은 부모가 혼인한 때부터 발생하는데,(민법 제855조제2항) 부모가 혼인한 후 인지에 의한 준정이 이루어진 경우에도 그 효력은 부모가 혼인한 때로 소급한다.

## 조문
제855조(인지) ① 혼인 외의 출생자는 그 생부나 생모가 이를 인지할 수 있다. 부모의 혼인이 무효인 때에는 출생자는 혼인 외의 출생자로 본다.

② 혼인 외의 출생자는 그 부모가 혼인한 때에는 그때부터 혼인 중의 출생자로 본다.